# Andrew Crosby
Andrew "Andy" Crosby (født 5. november 1965 i Bella Coola) er en canadisk tidligere roer og olympisk guldvinder.
Crosby var international roer for Canada gennem en årrække, primært i otteren. Denne båd sluttede blandt de ti bedste ved VM i 1985, 1986 og 1987. Crosby var første gang med til de olympiske lege i 1988 i Seoul, hvor canadierne efter en andenplads efter Sovjetunionen i deres indledende heat måtte i opsamlingsheatet. Her betød andenpladsen efter USA deltagelse i A-finalen, men her blev canadierne nummer seks og sidst, mere end otte sekunder efter de vesttyske vindere.
Efter OL i 1988 skiftede Crosby til firer med styrmand, der blev nummer ti ved VM i 1989, men han vendte snart tilbage til otteren, der omsider vandt medalje ved VM i 1990 og i 1991. Canadierne var derfor blandt medaljefavoritterne ved OL 1992 i Barcelona. Den canadiske båd vandt sit indledende heat, men blev i semifinalen besejret af Rumænien, der havde sat olympisk rekord i deres indledende heat. Andenpladsen var dog tilstrækkelig til at sende canadierne i finalen, og her fulgtes feltet ad, indtil canadierne trak fra ved 1500 m. Rumænerne var nær ved at indhente dem, men med en tid på 1.29,53 minutter (ny olympisk rekord) holdt canadierne deres førsteplads, 0,14 sekund foran rumænerne, mens det tyske hold var lidt over et halvt sekund yderligere bagud på tredjepladsen. Det var anden gang canadierne vandt OL-guld i denne disciplin, og udover Crosby bestod bådens besætning af Darren Barber, Michael Forgeron, Robert Marland, John Wallace, Derek Porter, Michael Rascher, Bruce Robertson og styrmand Terrence Paul.
Efter OL 1992 stoppede Crosby sin rokarriere, men dat tiden nærmede sig for OL 1996 i Atlanta, vendte han tilbage til otteren. Efter en andenplads i indledende heat og sejr i opsamlingsheatet var canadierne igen i finalen, men her måtte båden nøjes med en fjerdeplads.

## OL-medaljer
- 1992:  Guld i otter